# Carta d'identità marocchina
La carta d'identità marocchina è un documento di riconoscimento del Marocco, dal marzo 2020 è in uso la nuova carta d'identità elettronica.  
Il CNI gode di una posizione unica nella società marocchina e viene utilizzato in quasi ogni aspetto della vita transazionale del Paese. Il CNI ha vari utilizzi e sostituisce essenzialmente vari documenti: certificato di nascita, certificato di residenza e di nazionalità.  Il DGSN coordina proceduralmente con altri dipartimenti governativi per la prova dell'identità e la conferma delle impronte digitali tra gli altri usi, come l'applicazione della legge e i passaporti .  

## Requisiti
Per il rilascio della carta d'identità nazionale sono richiesti i seguenti requisiti: 
- Modulo di pre-domanda CNIe (se compilato);
- Quattro fotografie formato tessera recenti, risalenti a non più di 6 mesi fa, conformi agli standard biometrici;
- Una tassa (imposta di bollo) di 75 dirham per i richiedenti di età superiore ai 12 anni e di 50 dirham per i richiedenti di età inferiore ai 12 anni;
- Copia della pagina del libretto di famiglia riguardante il richiedente oppure;
  - Una copia completa dello stato civile del richiedente o;
  - Un certificato di nascita del richiedente (gli ultimi due documenti devono avere una validità non superiore a tre mesi e devono essere redatti in arabo e in latino);
- Ordinanza del tribunale, decreto reale, certificato di cittadinanza o copia certificata dell'atto che concede la cittadinanza marocchina (per gli stranieri o quando la cittadinanza marocchina del richiedente appare dubbia);
- Certificato di residenza rilasciato da:
  - Servizi di polizia nelle aree urbane o;
  - La Gendarmeria Reale per le zone rurali;
  - Un certificato di registrazione consolare per i marocchini residenti all'estero;
- Per ottenere la voce facoltativa "moglie" o "vedova/o" sulla tessera CNI:
  - una copia certificata del certificato di matrimonio;
  - certificato di nascita del coniuge;
  - certificato di morte del coniuge;
- Per i richiedenti minorenni è obbligatoria la presenza del minore insieme al tutore legale, che deve presentare copia del CNI e prova del suo status;